# Haliplus (Haliplus)
Haliplus (Haliplus) lub Haliplus sensu stricto – podrodzaj wodnych chrząszczy z rodziny flisakowatych.

## Taksonomia
Takson opisany został w 1802 roku przez Pierre’a-André Latreille’a. Gatunkiem typowym został Dytiscus impressus Fabricius, 1787.

## Opis

### Owady dorosłe
Ciało owalne. Pokrywy z ciemnym deseniem i o podgięciach bez grubszych punktów. Tylne golenie o powierzchni wewnętrznej pozbawionej rysy ze szczecinkami. Samice o żuwaczkach dużych i masywnych, walwach genitalnych wydłużonych, wąskich, trójkątnych i zakończonych pęczkiem włosków, walwiferach buławkowatych, a walwach odbytowych opatrzonych długim wyrostkiem.

### Larwy
Żuwaczki o silnie rozwiniętej, masywnej części wierzchołkowej. Wyrostki oddechowe na tergitach trójkątne i słabo wykształcone, a guzki oddechowe ułożone w rzędy i skupienia. Przydatki odwłokowe z licznymi szczecinkami.

## Rozprzestrzenienie
W Polsce występują gatunki: H. apicalis, H. fluviatilis, H. fulvicollis, H. furcatus, H. heydeni, H. immaculatus, H. lineolatus, H. ruficollis oraz H. sibiricus.

## Systematyka
Należą tu gatunki:
- Haliplus aliae Vondel, 2003
- Haliplus apicalis Thomson, 1868
- Haliplus blanchardi Roberts, 1913
- Haliplus distinctus Wallis, 1933
- Haliplus dorsomaculatus Zimmermann, 1924
- Haliplus falli Mank, 1940
- Haliplus fluviatilis Aubé, 1836
- Haliplus fulvicollis Erichson, 1837
- Haliplus furcatus Seidlitz, 1887
- Haliplus fuscicornis Holmen, Vondel & Petrov, 2006
- Haliplus harminae Vondel, 1990
- Haliplus heydeni Wehncke, 1875
- Haliplus immaculatus Gerhardt, 1877
- Haliplus immaculicollis Harris, 1828
- Haliplus interjectus Lindberg, 1937
- Haliplus japonicus Sharp, 1873
- Haliplus kamiyai Nakane, 1963
- Haliplus kirgisiensis Holmen & Vondel, 2006
- Haliplus lineolatus Mannerheim, 1844
- Haliplus longulus LeConte, 1850
- Haliplus regimbarti Zaitzev, 1908
- Haliplus ruficollis (De Geer, 1774)
- Haliplus samojedorum J.Sahlberg, 1880
- Haliplus sibiricus Motschulsky, 1860
- Haliplus simplex Clark, 1863
- Haliplus stagninus Leech, 1949
- Haliplus steppensis Guignot, 1954
- Haliplus turkmenicus Vondel, 2006
- Haliplus zacharenkoi Gramma & Prysnyi, 1973